# أنتوني فروبليكي
أنتوني فروبليكي (بالإنجليزية: Anthony Vroblicky)‏ مواليد 12 يوليو 1992 في كاليفورنيا، هو لاعب كرة سلة أمريكي. بدأ مسيرته الاحترافية في سنة 2014. يبلغ طوله 6 قدم 10 بوصة (2.1 م). لعب مع تليكوم باسكتس بون في الدوري الألماني لكرة السلة.

## روابط خارجية
- أنتوني فروبليكي على موقع الدوري الأوروبي لكرة السلة (الإنجليزية)
- أنتوني فروبليكي على موقع كرة السلة الأوروبية.كوم (الإنجليزية)
- أنتوني فروبليكي على موقع كلية كرة السلة في سبورتس رفرنس.كوم (الإنجليزية)
- أنتوني فروبليكي على موقع ريلجم (الإنجليزية)
- أنتوني فروبليكي على موقع سبورتس رفرنس (الإنجليزية)